# Crotalaria manganifera
Crotalaria manganifera är en ärtväxtart som beskrevs av Roger Marcus Polhill. Crotalaria manganifera ingår i släktet sunnhampor, och familjen ärtväxter. Inga underarter finns listade i Catalogue of Life.